# Patinação artística no Festival Olímpico Europeu da Juventude de Inverno de 2005
As competições de patinação artística no Festival Olímpico Europeu da Juventude de Inverno de 2005 foram disputadas em Monthey, Suíça, entre 22 de janeiro e 29 de janeiro de 2005.

## Medalhistas
| Evento                          | Ouro                        | Prata                        | Bronze                    | Ref.  |
| ------------------------------- | --------------------------- | ---------------------------- | ------------------------- | ----- |
| Individual masculino (detalhes) | Adrian Schultheiss · Suécia | Kim Lucine · França          | Nikita Mikhailov · Rússia | [ 1 ] |
| Individual feminino (detalhes)  | Angelina Turenko · Rússia   | Nicole Della Monica · Itália | Kateryna Proyda · Ucrânia | [ 1 ] |

## Resultados

### Individual masculino
| Pos.              | Nome               | Nacionalidade    | Pontos | PC | PL |
| ----------------- | ------------------ | ---------------- | ------ | -- | -- |
| Medalha de ouro   | Adrian Schultheiss | Suécia           | 2.0    | 2  | 1  |
| Medalha de prata  | Kim Lucine         | França           | 2.5    | 1  | 2  |
| Medalha de bronze | Nikita Mikhailov   | Rússia           | 5.0    | 4  | 3  |
| 4                 | Nikloai Bondar     | Bielorrússia     | 6.5    | 5  | 4  |
| 5                 | Moris Pfeifhofer   | Suíça            | 7.5    | 6  | 6  |
| 6                 | Marcel Kotzian     | Alemanha         | 8.0    | 6  | 5  |
| 7                 | Michal Březina     | República Tcheca | 11.0   | 8  | 7  |
| 8                 | Elliot Hilton      | Reino Unido      | 12.5   | 9  | 8  |
| 9                 | Maciej Cieplucha   | Armênia          | 12.5   | 7  | 9  |
| 10                | Kutay Eryoldas     | Turquia          | 15.0   | 10 | 10 |
| 11                | Radu Pal           | Romênia          | 17.0   | 12 | 11 |
| 12                | Josip Gluhak       | Croácia          | 17.5   | 11 | 12 |

### Individual feminino
| Pos.              | Nome                 | Nacionalidade       | Pontos | PC | PL |
| ----------------- | -------------------- | ------------------- | ------ | -- | -- |
| Medalha de ouro   | Angelina Turenko     | Rússia              | 2.0    | 2  | 1  |
| Medalha de prata  | Nicole Della Monica  | Itália              | 4.0    | 4  | 2  |
| Medalha de bronze | Ekaterina Proyda     | Ucrânia             | 4.5    | 1  | 4  |
| 4                 | Laura Dutertre       | França              | 6.5    | 6  | 5  |
| 5                 | Mia Brix             | Dinamarca           | 7.0    | 8  | 3  |
| 6                 | Amanda Nylander      | Suécia              | 9.5    | 5  | 7  |
| 7                 | Elena Gedevanishvili | Geórgia             | 11.0   | 10 | 6  |
| 8                 | Ilona Senderek       | Reino Unido         | 11.5   | 7  | 8  |
| 9                 | Tamar Katz           | Israel              | 13.0   | 6  | 10 |
| 10                | Elena Muhhina        | Estônia             | 15.5   | 9  | 11 |
| 11                | Bettina Heim         | Suíça               | 17.0   | 16 | 9  |
| 12                | Nella Simaová        | República Tcheca    | 18.0   | 12 | 12 |
| 13                | Jody Annandale       | Reino Unido         | 20.5   | 11 | 15 |
| 14                | Barbara Klerk        | Bélgica             | 21.5   | 17 | 13 |
| 15                | Rūta Gajauskaitė     | Lituânia            | 23.0   | 18 | 14 |
| 16                | Kaja Otovič          | Eslovênia           | 23.5   | 13 | 17 |
| 17                | Elena Kovalova       | Letônia             | 25.0   | 14 | 18 |
| 18                | Sharon Resseler      | Países Baixos       | 25.5   | 19 | 16 |
| 19                | Martina Kotradyova   | Eslováquia          | 26.5   | 15 | 19 |
| 20                | Gloria Gallego       | Espanha             | 30.0   | 20 | 20 |
| 21                | Dora Strabic         | Croácia             | 32.5   | 21 | 22 |
| 22                | Buse Coskun          | Turquia             | 33.0   | 24 | 21 |
| 23                | Roxana Simionescu    | Romênia             | 34.5   | 23 | 23 |
| 24                | Lydia Fuentas        | Andorra             | 34.5   | 21 | 24 |
| WD                | Neda Raković         | Sérvia e Montenegro | —      | 25 | WD |

## Quadro de medalhas
| Ordem | País    | Medalha de ouro | Medalha de prata | Medalha de bronze |   | Ordem por total |
| ----- | ------- | --------------- | ---------------- | ----------------- | - | --------------- |
| 1     | Rússia  | 1               |                  | 1                 | 2 | 1               |
| 2     | Suécia  | 1               |                  |                   | 1 | 2               |
| 3     | França  |                 | 1                |                   | 1 | 2               |
| 3     | Itália  |                 | 1                |                   | 1 | 2               |
| 5     | Ucrânia |                 |                  | 1                 | 1 | 2               |
| TOTAL | TOTAL   | 2               | 2                | 2                 | 6 | —               |